# Eske
Eske – osada w Anglii, w hrabstwie East Riding of Yorkshire. Leży 16 km na północ od miasta Hull i 264 km na północ od Londynu.